# Kościół św. Józefa Rzemieślnika we Wrocławiu
Kościół świętego Józefa Rzemieślnika (Józefa Robotnika) – rzymskokatolicki kościół parafialny należący do dekanatu Wrocław wschód archidiecezji wrocławskiej. Znajduje się na osiedlu Przedmieście Oławskie.
Jest to świątynia zbudowana w latach 1932–1933 według projektu architekta Joachima Freiherra. Kościół został poświęcony w dniu 26 września 1933 roku przez kardynała Adolfa Bertrama. Początkowo należał do parafii św. Maurycego we Wrocławiu i posiadał własnego kuratora, którym był jeden z wikariuszy tejże parafii, jednak w dniu 22 czerwca 1942 roku świątynia stała się kościołem parafialnym nowej parafii św. Józefa Rzemieślnika. Podczas oblężenia Wrocławia w 1945 roku kościół decyzją władz Festung Breslau został spalony. W dniu 1 czerwca 1945 roku została podjęta decyzja o odbudowie świątyni. W dniu 19 marca 1946 roku odbudowany kościół został poświęcony przez sufragana wrocławskiego, Josepha Ferche. Ostatecznie prace związane z odbudową świątyni, polegające na remoncie dachu i kopuły od wewnątrz oraz dobudowaniu dwóch zakrystii zostały zakończone w 1949 roku. W 1969 roku zostały odnowione tynki zewnętrzne. W latach 1971–1973 zostało przebudowane prezbiterium i sąsiadujące z nimi kaplice oraz zostało wymalowane wnętrze świątyni. 

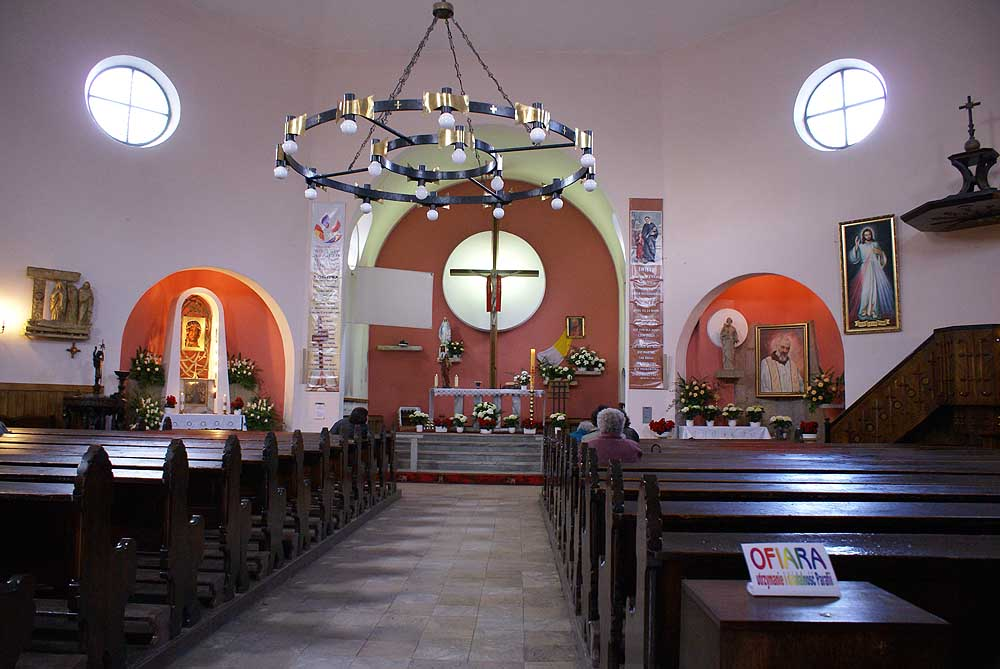
Wnętrze świątyni

Kościół został zbudowany z cegły i żelbetu i jest otynkowany. Pod względem architektonicznym reprezentuje styl modernistyczny i posiada kształt rotundy. Jest to budowla centralna, posiadająca ośmiokątną nawę, prezbiterium, dwie zakrystie, dwie absydy ołtarzowe i dwie przybudówki od frontu. W zwieńczeniu fasady była umieszczona dzwonnica. Architektura wnętrza posiada bardzo prosty i funkcjonalny charakter. 
W kościele znajduje się chrzcielnica z 1927 roku autorstwa wrocławskiego mistrza kowalstwa artystycznego Jaroslava Vonki, pierwotnie stojąca w kościele św. Jadwigi na Popowicach. 
Od 1946 roku świątynia ponownie pełni funkcję kościoła parafialnego. Obecnymi duszpasterzami są księża Misjonarze Św. Wincentego á Paulo, zwani potocznie lazarystami.